# Clasmatocolea exigua
Clasmatocolea exigua là một loài Rêu trong họ Geocalycaceae. Loài này được Stephani mô tả khoa học đầu tiên năm 1906.